# Camille Aubert
Pour les articles homonymes, voir Camille et Aubert.
Camille Aubert, née le 8 avril 1989 à Laval (France), est une joueuse française de basket-ball, évoluant au poste de meneuse de jeu.

## Biographie
Détectée assez jeune, elle confirme son potentiel malgré une blessure au genou à 15 ans, puis une seconde en 2008. Elle signe alors en LFB à Nantes. L'année suivante, le club remporte le Challenge round (5e place et qualification européenne), mais elle signe pour la saison 2011 au Toulouse Métropole Basket. 
N'ayant pu empêcher la relégation de Toulouse, elle signe à Basket Landes pour la saison 2011-2012.
À l'été 2012, après plusieurs saisons en LFB, elle signe en Ligue 2 à Angers.
Après trois années à Angers, elle signe à Villeneuve-d'Ascq. Moins constante que ses précédentes saisons, ses statistiques sont de 4,2 points et 2,5 passes décisives pour 5,5 d'évaluation, elle apportera son expérience de l'Eurocoupe à Nice où elle signe en juin 2016,. Après une saison 2017-2018 en Ligue 2 avec Angers, elle signe pour la saison suivante avec Basket Landes mais n'y demeure qu'une année.

## Club
- 1997-2000 :  Laval
- 2000-2001 :  Cossé le Vivien
- 2001-2003 :  Rezé Nantes
- 2003-2007 :  Centre fédéral
- 2007-2008 :  Union sportive Valenciennes Olympic
- 2008-2010 :  Nantes-Rezé Basket 44
- 2010-2011 :  Toulouse Métropole Basket
- 2011-2012 :  Basket Landes
- 2012-2015 :  Union Féminine Angers Basket 49
- 2015-2016 :  Entente Sportive Basket de Villeneuve-d'Ascq - Lille Métropole
- 2016-2017 :  Cavigal Nice Basket 06
- 2017-2018 :  Union Féminine Angers Basket 49
- 2018-2019 :  Basket Landes

## Palmarès
- Médaille d'or aux Jeux de la Francophonie en 2005 (au Niger)
- Finaliste du tournoi de la Fédération en 2008 (avec Valenciennes)

### Club
- Vainqueur du Challenge Round LFB en 2010 avec Nantes-Rezé Basket
- Finaliste de l'Eurocoupe : 2016[9].

### Sélection nationale
- 2003 : Équipe de France Cadettes - Championnat d'Europe (5e place)
- 2005 : Équipe de France Cadettes - Championnat d'Europe
- 2006 : Équipe de France Juniors - championnat d'Europe
- 2007 : Équipe de France Juniors Championnat d'Europe